# Carl Loholm

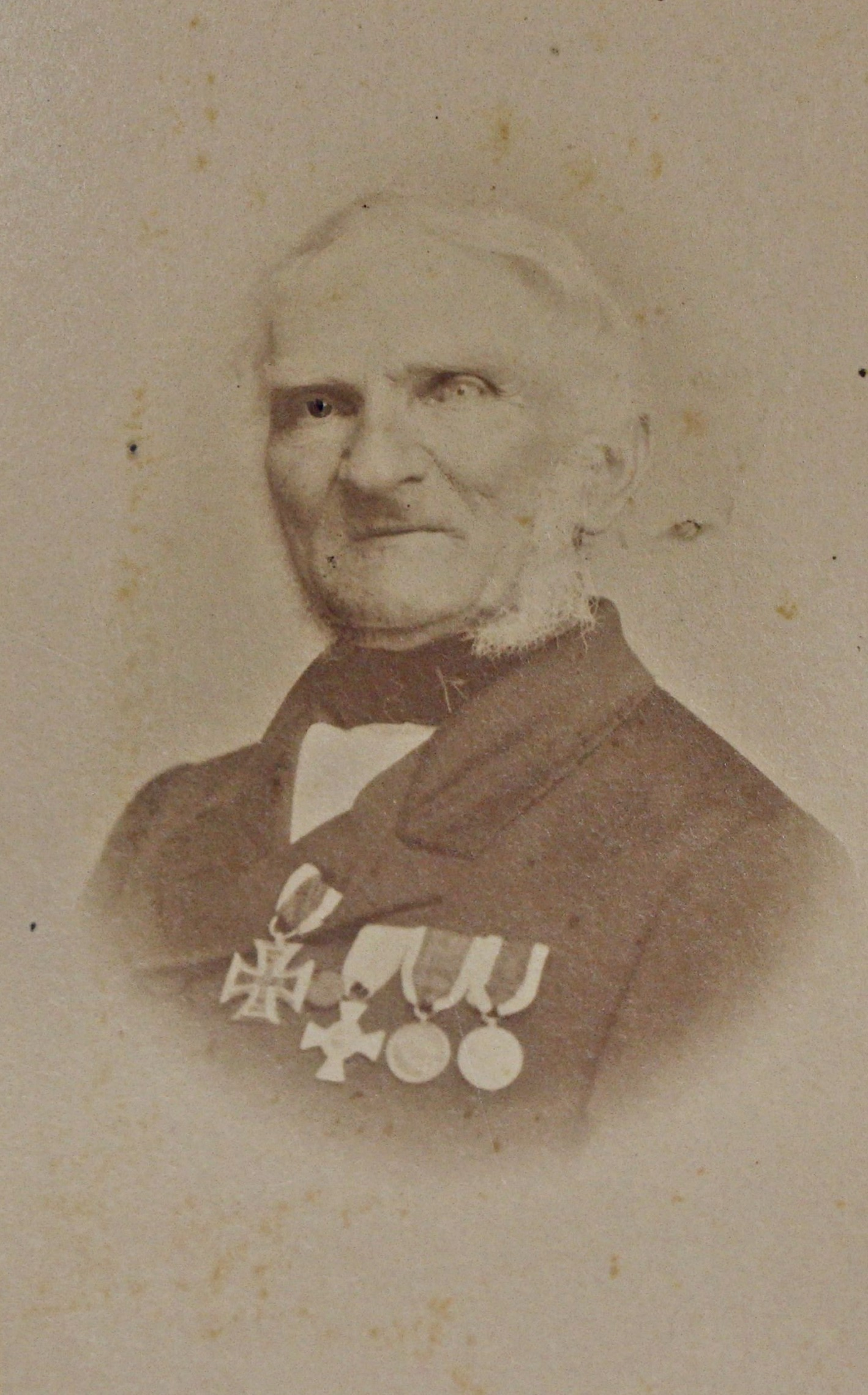
Carl Loholm (um 1865)

Carl Ludwig Christoph Loholm, auch Karl Ludwig Christoph Loholm (* 21. März 1795 in Weitin (heute Ortsteil von Neubrandenburg); † 1. Mai 1880 in Sanzkow) war ein deutscher evangelisch-lutherischer Pastor, Burschenschafter und Veteran der Befreiungskriege.

## Leben
Carl Loholm war ein Sohn des Pastors in Weitin Christian Friedrich Loholm (1758–1807) und dessen Frau Marie, geb. Leithäuser, Pastorentochter aus Mirow. Er besuchte die Gelehrtenschule Neubrandenburg. Im April 1813 trat er als einer von fünf Schülern der Oberprima als Freiwilliger in das Mecklenburg-Strelitzische Husaren-Regiment (C-Husaren) ein und machte gemeinsam mit seinem Lehrer August Milarch die Befreiungskriege mit. Er kämpfte in der Schlacht an der Katzbach; als Unteroffizier zeichnete er sich in der Völkerschlacht bei Leipzig in Möckern aus und erhielt das Eiserne Kreuz II. Klasse. Zum Jahreswechsel 1813/14 war er an Blüchers Rheinübergang bei Kaub beteiligt.
Nach einer schweren Verwundung (er hatte sich bei einem Sturz vom Pferd das Bein gebrochen) und einer Typhuserkrankung, die er in einem französischen Lazarett kurierte, kehrte Loholm heim und machte das Abitur. Ab Ostern 1816 studierte er Evangelische Theologie an der Universität Jena. Neben den theologischen Vorlesungen hörte er auch die legendären Politik-Vorlesungen von Heinrich Luden. Loholm der Husar wurde 1816 Mitglied der Urburschenschaft. 1817 war er Teilnehmer am Wartburgfest. Loholm war einer der sieben Unterzeichner der Grundsätze und Beschlüsse des 18. Oktobers. Sein studentisches Stammbuch mit Einträgen aus den Jahren 1817 bis 1819 meist aus Jena,  aber auch Berlin, Dresden und Ronneburg ist erhalten. Das Stammbuch, das mit Kupferstich-Ansichten (Stammbuchblättern) aus Jena und Umgebung geschmückt ist, dokumentiert Loholms Freundeskreis der Urburschenschaft. Eingelegt sind Porträt-Kupferstiche historischer und zeitgenössischer Personen wie Oliver Cromwell, George Washington, Benjamin West, Friedrich Carl von Savigny und anderen. Es wurde 2013 auf einer Auktion von der Herzogin-Anna-Amalia-Bibliothek in Weimar erworben und ist dort digital zugänglich.
Nach seinem Examen war Loholm ab 1819 als Hauslehrer tätig, zuerst in Möllenbeck. Im Zuge der Demagogenverfolgung wurde er noch 1819 auf Druck von Preußen, in Gang gebracht durch das Verfahren gegen Gustav Asverus, vorübergehend verhaftet und in Neustrelitz wegen seiner Mitgliedschaft in der Burschenschaft verhört.
Da Loholm in seiner Heimat, dem reaktionären Mecklenburg-Strelitz, keine Pfarrstelle fand, nahm er eine Berufung ins benachbarte preußische Pommern an. Ab 1825 war er bis zu seiner Emeritierung 1870 Pastor in Sanzkow bei Demmin. Während seiner Amtszeit betätigte er sich in der Landwirtschaft und führte Neuerungen in der Viehhaltung und im Pflanzenbau ein. Er setzte sich für die Aufhebung der Leibeigenschaft, für Verbesserungen der Schulverhältnisse und die Renovierung  der Kirche Sanzkow ein. In der ganzen Umgegend nannte man ihn den Husarenpastor.

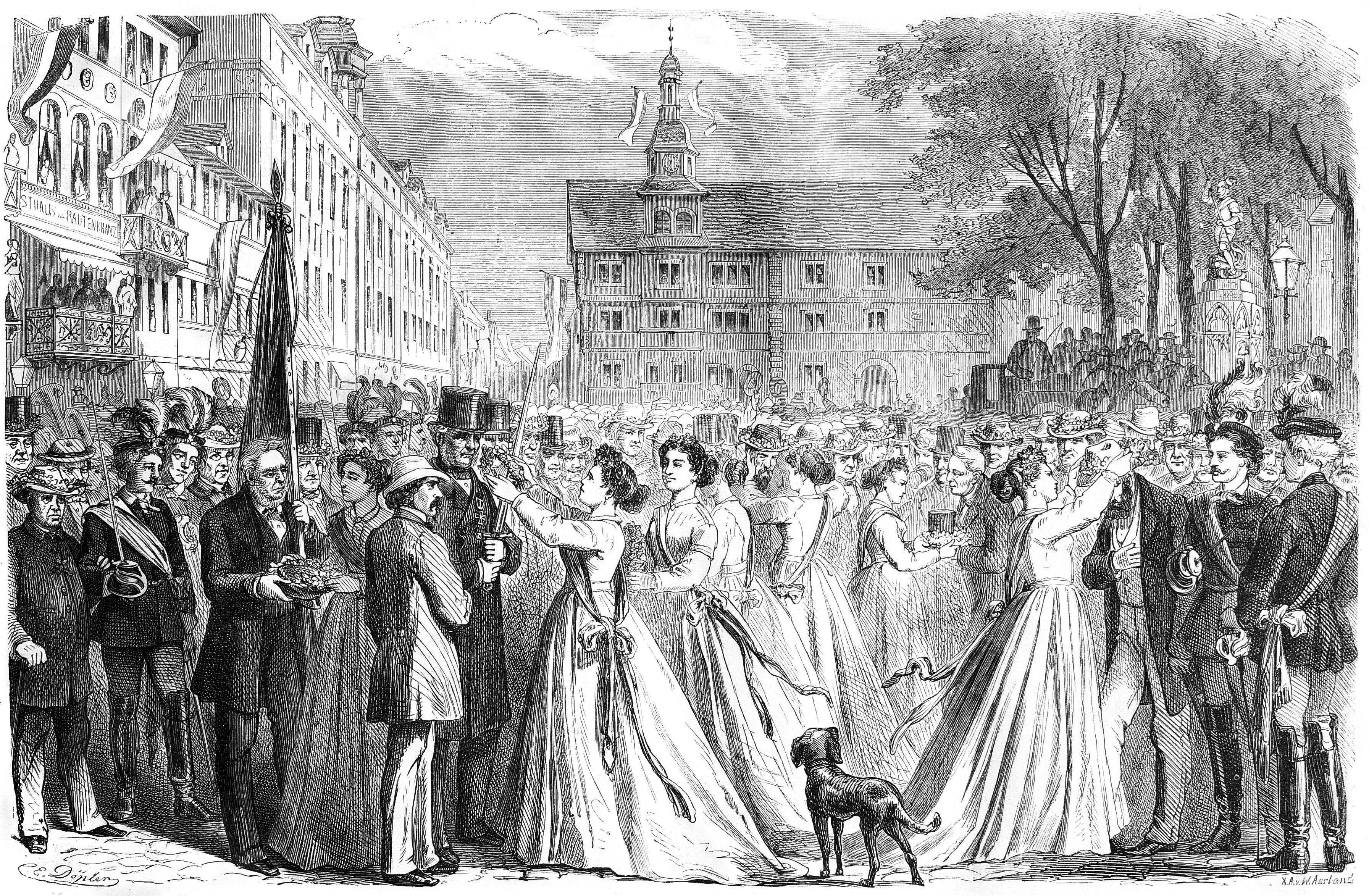
Carl Emil Doepler: Die Bekränzung der Burschenveteranen, Die Gartenlaube 1868, S. 29; in der Mitte mit dem Schwert Carl Loholm

Sowohl für die Burschenschaft als auch für die Veteranen war Loholm eine wichtige Identifikationsfigur und gern gesehener Ehrengast bei Jubiläen. 1856 war er einer der Festredner bei der 400-Jahr-Feier der Universität Greifswald. Bei den Feierlichkeiten zum 50. Jahrestag des Husarenregiments brachte er ein Hoch auf die beiden Excellenzen, den Staatsminister von Bülow und den Veteranen, Kammer-Präsidenten von Graevenitz aus. In Leipzig, bei einer Feier im Tivoli, machte Fritz Reuter, mit dem er seit dessen Burschenzeit befreundet war, in einer Tischrede auf ihn aufmerksam (und vermischte dabei offenbar Carl Loholms Geschichte mit der von Joachim Christian Timm). Bei der Feier zum 50. Jahrestag des Wartburgfests 1867 wurde Loholm auserwählt, bekränzt mit Schärpe und Eichenkranz, das Burschenschwert im Festzug voranzutragen.
Seit 1830 war er verheiratet mit Bertha, geb. Groth (* 1803), einer Tochter des Strelitzer Pastors Christian Friedrich Groth (1766–1822). Ein Sohn Hermann (* 1835) starb als preußischer Oberleutnant der 4. Artillerie-Brigade im Februar 1866.

## Erinnerung
Im Alten Gymnasium in Neubrandenburg (erbaut 1826, zerstört 1945) befand sich eine 1863 von den damaligen Schülern gestiftete Marmortafel Den heldenmütigen Kämpfern der Jahre 1813 und 1814 mit den Namen des Konrektors August Milarch und der Primaner Friedrich Reinhold, Carl Loholm, Wilhelm Alban, Ulrich Beckmann und Heinrich Penz.
1899 stiftete Loholms jüngster Sohn Rudolph Carl Heinrich Hermann Loholm (* 1838), der als Kaufmann in Berlin lebte, dem Berliner Zeughaus die Uniform eines Unteroffiziers des mecklenburg-strelitzischen Husaren-Regiments nebst zugehörigen Ausrüstungsstücken. Getragen von seinem Vater, dem späteren Pfarrer Karl Loholm in Sanzkow, in den Freiheitskriegen. Im Jahr darauf erschien die Uniform, Dolman mit Czakot, Beinkleider, Säbel, Pistolen, Eisernes Kreuz und Kriegsdenkmünze, schon im Führer durch die Ruhmeshalle und die Sammlungen; sie wurde im Uniformschrank Nr. 343 gezeigt. Es ist unklar, ob sie sich erhalten hat.
Sein Nachlass befindet sich im Kreisheimatmuseum Demmin.

## Auszeichnungen
- Eisernes Kreuz II. Klasse (verliehen am 8. Dezember 1813)
- Königlicher Kronen-Orden (Preußen), 3. Klasse (1870)[14]
- Kriegsdenkmünze für 1813/15 (Preußen)
- Erinnerungs-Kriegs-Denkmünze (1863)